# 焼津市立大井川西小学校
焼津市立大井川西小学校（やいづしりつおおいがわにししょうがっこう）は、静岡県焼津市にある小学校である。

## 概要
平成8年3月28日校舎の竣工式が行われる。平成18年3月に新体育館が落成。校舎の西門（はばたきの門）は東京大学から赤門の図面を借り受けて設計、建築した。高さが約8.1m、門構えの幅が約7.85m、横壁が両側に5mずつ広がっており、実際の赤門の約10分の8サイズである。校内には本校の校歌を作詞した坪内逍遙の肖像画が飾られている。

## 学校周辺
- 所在地：静岡県焼津市大井川町上泉1688−1
- 二級河川志太田中川が校舎の西側を流れており、すぐ近くに大井川西保育園があったが、今は大井川西幼稚園となっている。
- 校舎のすぐ北側には東名高速道路が走っている。
- 周辺には田畑が多く、生徒の田園耕作等で毎年利用されている[要出典]。